# Granica kongijsko-środkowoafrykańska (Demokratyczna Republika Konga)
Granica kongijsko-środkowoafrykańska – granica międzypaństwowa dzieląca terytoria Demokratycznej Republiki Konga i Republiki Środkowoafrykańskiej, o długości 1577 kilometrów.
Początek granicy na zachodzie – styk granic Kongo-Republiki Środkowoafrykańskiej i Demokratycznej Republiki Konga nad rzeką Ubangi, następnie biegnie w kierunku północnym i wschodnim opierając się o koryta rzek Ubangi i Mbomou, dochodzi do styku granic Demokratycznej Republiki Konga,Republiki Środkowoafrykanskiej i Sudanu (od 2011 Sudanu Południowego) na Wyżynie Azande.
Granica powstała w 1960 roku po proklamowaniu niepodległości przez Demokratyczną Republikę Konga i Republikę Środkowoafrykańską. W latach 1894–1960 dzieliła Kongo Belgijskie i Francuską Afrykę Równikową (Ubangi-Szari).